# Pseudocoremia fragosata
Pseudocoremia fragosata är en fjärilsart som beskrevs av Felder och Alois Friedrich Rogenhofer 1876. Pseudocoremia fragosata ingår i släktet Pseudocoremia och familjen mätare. Inga underarter finns listade i Catalogue of Life.